# الظهار (خولان)

تعديل مصدري - تعديل

الظهار هي إحدى قرى عزلة بني شداد بمديرية خولان التابعة لمحافظة صنعاء، بلغ تعداد سكانها 933 نسمة حسب تعداد اليمن لعام 2004.